# مقاطعة دوغلاس (داكوتا الجنوبية)
دوغلاس (بالإنجليزية: Douglas)‏ هي إحدى مقاطعات ولاية داكوتا الجنوبية في الولايات المتحدة الأمريكية.